# 牙浦駅
牙浦駅（アポえき）は、大韓民国慶尚北道金泉市牙浦邑国仕2里にある、韓国鉄道公社（KORAIL）京釜線の駅。
2011年10月5日に旅客取り扱いを中止、全列車が通過する。

## 駅構造
島式ホーム2面4線を有する地上駅。各ホームと駅舎とは構内踏切で連絡している。

### のりば
- 乗り場の番号は設定されていない。また、ホームに行き先を示す看板は設置されていない。

| （上り2線） | 京釜線 | 金泉・大田・天安・ソウル方面 |
| （下り2線） | 京釜線 | 亀尾・東大邱・密陽・釜山方面 |

## 利用状況
2010年度の1日平均乗車人員は6人、1日平均乗降人員は10人である。

## 駅周辺
- 牙浦農工団地
- 牙浦農協ハナロマート
- 牙浦邑事務所
- 金泉警察署牙浦派出所
- 金泉牙浦郵便局
- 金泉JCT

## 歴史
- 1916年11月1日 - 配置簡易駅として営業開始。
- 1941年9月28日 - 現在の駅舎を新築。
- 1941年10月1日 - 普通駅に格上げ。
- 2010年12月30日 - 貨物取り扱い停止。
- 2011年10月5日 - 旅客取り扱い中止。

## 隣の駅
韓国鉄道公社　
京釜線(全列車通過)
金泉駅 - 牙浦駅 - 亀尾駅